# Edward Steichen
 (juillet 2025).
Si vous disposez d'ouvrages ou d'articles de référence ou si vous connaissez des sites web de qualité traitant du thème abordé ici, merci de compléter l'article en donnant les références utiles à sa vérifiabilité et en les liant à la section « Notes et références ».
Edward Steichen, né Édouard Jean Steichen, est un photographe et peintre américain d'origine luxembourgeoise, né le 27 mars 1879 à Mondercange au Grand duché du Luxembourg et mort le 25 mars 1973 à West Redding dans l'Etat du  Connecticut.
Directeur de rédaction de magazines, galeriste et conservateur du MoMA de New York (1947-1962), il a été un trait d'union culturel entre les États-Unis et l'Europe.
Il est l'un des membres du mouvement artistique dit de la Photo-Secession animé par Alfred Stieglitz et Fred Holland Day

## Biographie

### Enfance et formation
Edward Steichen né Édouard Jean Steichen le 27 mars 1879  à Mondercange au Grand duché du Luxembourg est le fils de Jean-Pierre Steichen et de Marie Kemp Steichen, une modiste, ils se sont mariés le 26 février 1878,.
En 1880, sa famille rejoint le port du Havre pour s'embarquer vers le port de New-York , une fois arrivée, elle prend la route pour Chicago et s'installe dans une pension de famille avant de partir pour Hancock un village du Comté de Keweenaw dans le Michigan où Jean-Pierre Steichen travaillera dans les mines de cuivre de Hancock dans le Michigan.
En 1889, ils déménagent à Milwaukee, dans le Wisconsin,.
De 1894 à 1898, sur les recommandations de sa mère il entre à la Milwaukee Fine Art Company, il y apprend l'art et la technique de la lithographie et du dessin
Dès 1895, il commence alors à photographier son entourage et la campagne environnante, se distinguant déjà par ses compositions d'ambiance, son utilisation poétique de la lumière, son goût pour le clair-obscur romantique. Il est naturalisé américain en 1900 avant de retourner en Europe où il s'installe à Paris.

### Carrière
Edward Steichen se fait connaître comme peintre au tournant du XXe siècle. En 1900, avant de s'installer à Paris, il passe par New York où il rencontre Alfred Stieglitz. Lorsqu'il arrive à Paris il arrête ses études de dessin et commence une série de portraits des « Grands Hommes ». Parmi ceux-ci il y a Anatole France, Richard Strauss, George Bernard Shaw ou encore Henri Matisse. Il rencontre à ce moment Auguste Rodin qu'il avait découvert à la bibliothèque de Milwaukee. Le sculpteur lui ouvre les portes de son atelier de Meudon ; il réalisera plusieurs séries de photographies de lui ainsi que de ses sculptures.
Steichen adhère aussi au mouvement pictorialiste, en devient l'un des maîtres ; il photographie les élégantes du bois de Boulogne et autres scènes aussi charmantes que surannées.
En 1902, il rejoint Alfred Stieglitz aux Etats-Unis. Il participe, avec lui, à la création du mouvement dit de la Photo-Secession. Selon Stieglitz c'est un mouvement qui veut « faire sécession avec l'idée convenue de ce que constitue une photographie. » Ensemble, ils fondent en 1903 la revue Camera Work dans laquelle les photos sont mises en valeur. Ils font découvrir aux Américains les artistes d'avant-garde de la photographie française. La même année, il crée sa propre galerie d'art à New York, The Photo-Secession Galleries, ou Galerie 291.
En 1911, il réalise plusieurs photographies au sein des revues Gazette du bon ton et Jardin des modes et une série de clichés des robes confectionnées par le couturier Paul Poiret, série publiée pour illustrer un article titré "L'art de la robe" écrit par Paul Cornu  dans les colonnes du numéro d'avril 1911 du magazine mensuel Art et Décoration de Lucien Vogel créant le genre de la Photographie de mode.
Pendant la Première Guerre mondiale, il commande la division photographique des forces expéditionnaires américaines. Au niveau artistique, à partir de 1915, il réalise des compositions radicalement différentes et prône une photographie « pure », la « straight photography », et en tant que botaniste passionné, il cultive des fleurs hybrides.
Après la Première Guerre mondiale, au cours de laquelle, il revient à la « straight photography », il évolue ensuite progressivement vers la photographie de mode. Au début des années 1920, l'éditeur américain Condé Nast (businessman) (en) le choisit pour devenir le photographe en chef des publications du groupe, imposant ses exigences en matière de photographie : « La distinction, l'élégance et le chic. » Il travaille particulièrement pour Vanity Fair et pour Vogue, magazines pour lesquels il réalise notamment de nombreux portraits de célébrités, démontrant une grande capacité à mettre en valeur ses sujets. Il travaillera également étroitement avec Carmel Snow de Harper's Bazaar.
Il photographie Gloria Swanson en 1924, puis l'une de ses photographies de l'actrice Greta Garbo, datant de 1928, parue en couverture du magazine Life le 10 janvier 1955, est considérée comme l'un des portraits inoubliables de l'actrice.
Pendant la Seconde Guerre mondiale, il est directeur de l'Institut photographique naval (Naval Aviation Photographic Unit (en)). Son film documentaire, Le Combattant, remporte en 1945 l'Oscar du meilleur documentaire.

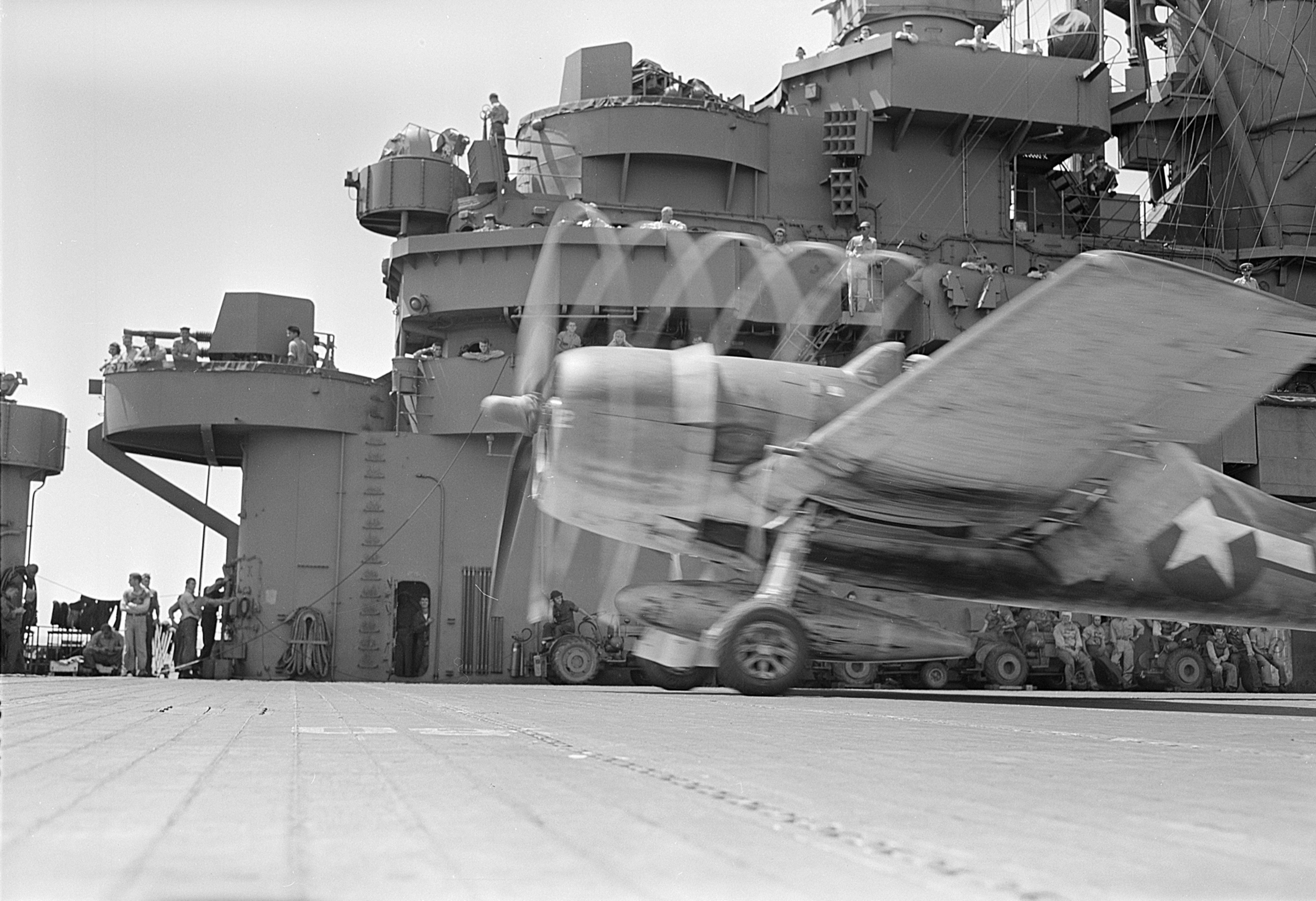
Sur le porte-avion USS Lexington, novembre 1943

À partir de 1947 et jusqu'en 1962, Steichen est le directeur du département de la photographie du MoMA, le musée d'art moderne de New York.
Sa biographie, A Life in Photography, est éditée en 1963.
En 1970, l'année de leur création, les Rencontres internationales de la photographie d'Arles présentent son œuvre lors d'une soirée de projection au Théâtre antique, intitulée « Edward Steichen, photographe » et présentée par Martin Boschet.

### Vie privée
En 1903, il épouse Clara E. Smith, le couple donne naissance à deux filles Mary Rose Steichen et Charlotte Rodina Steichen, le couple divorce en 1922  sur demande de son épouse suite à une aventure que Edward Steichen entretien avec la peintre Marion H. Beckett (en).
Steichen meurt le 25 mars 1973 à West Redding dans le Connecticut.

## Galerie

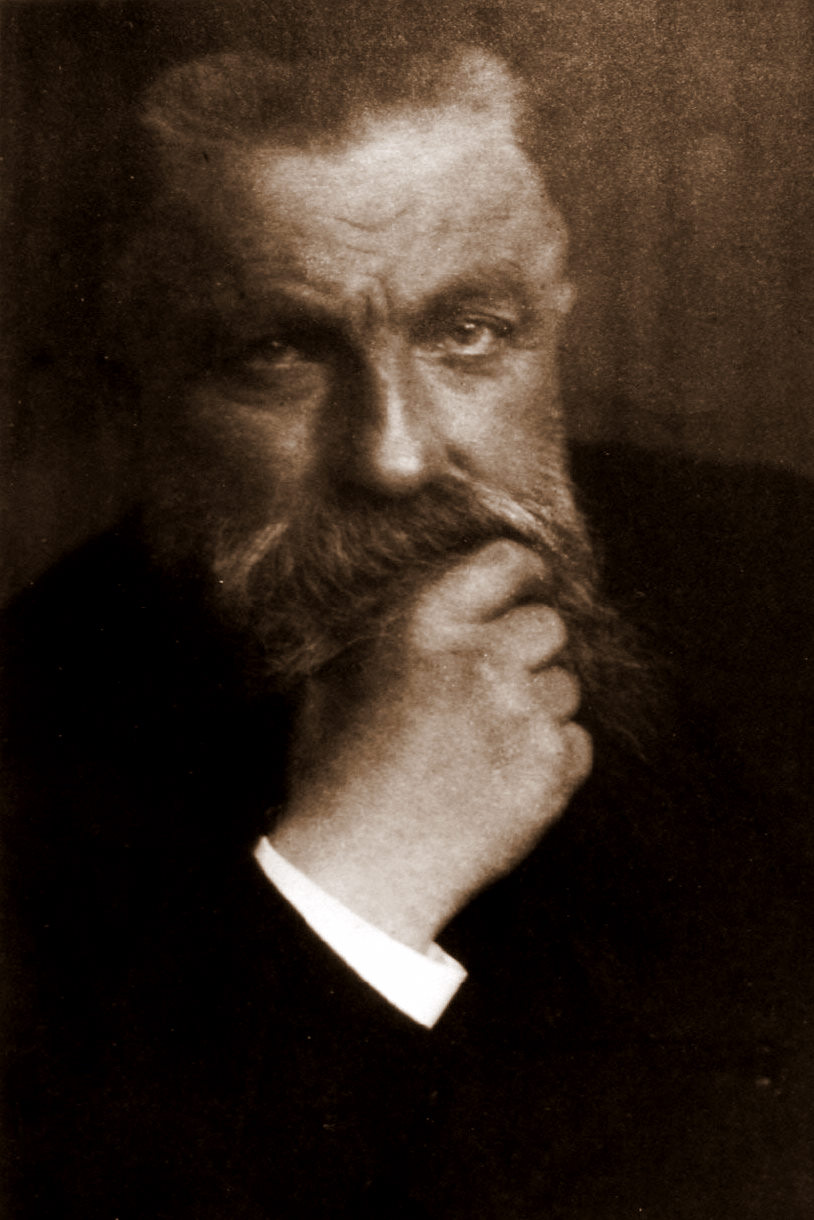
Portrait de Rodin. Tirage au platine. 1902
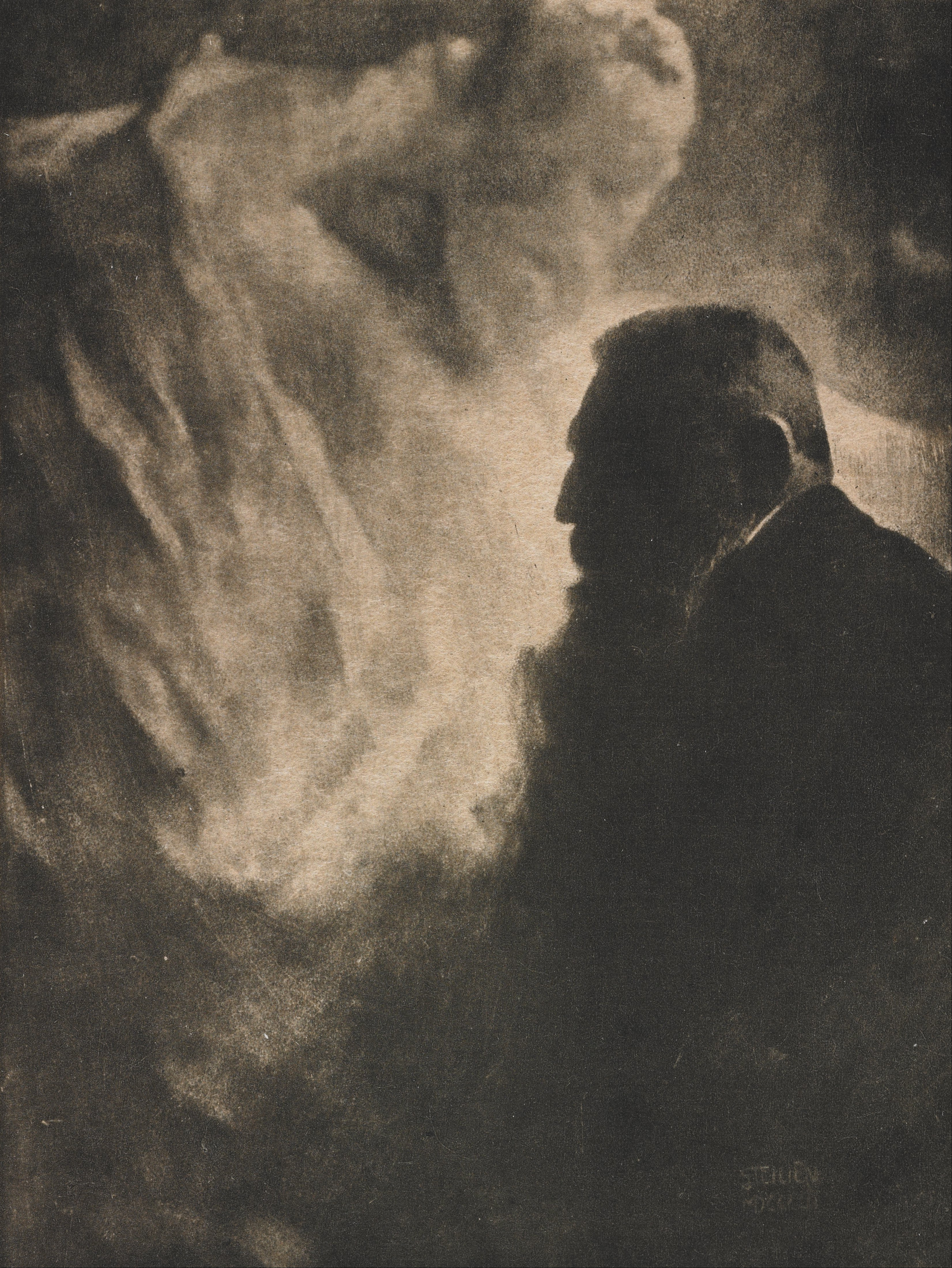
Portrait de Rodin. Photogravure dans Camera Work. 1900-1903
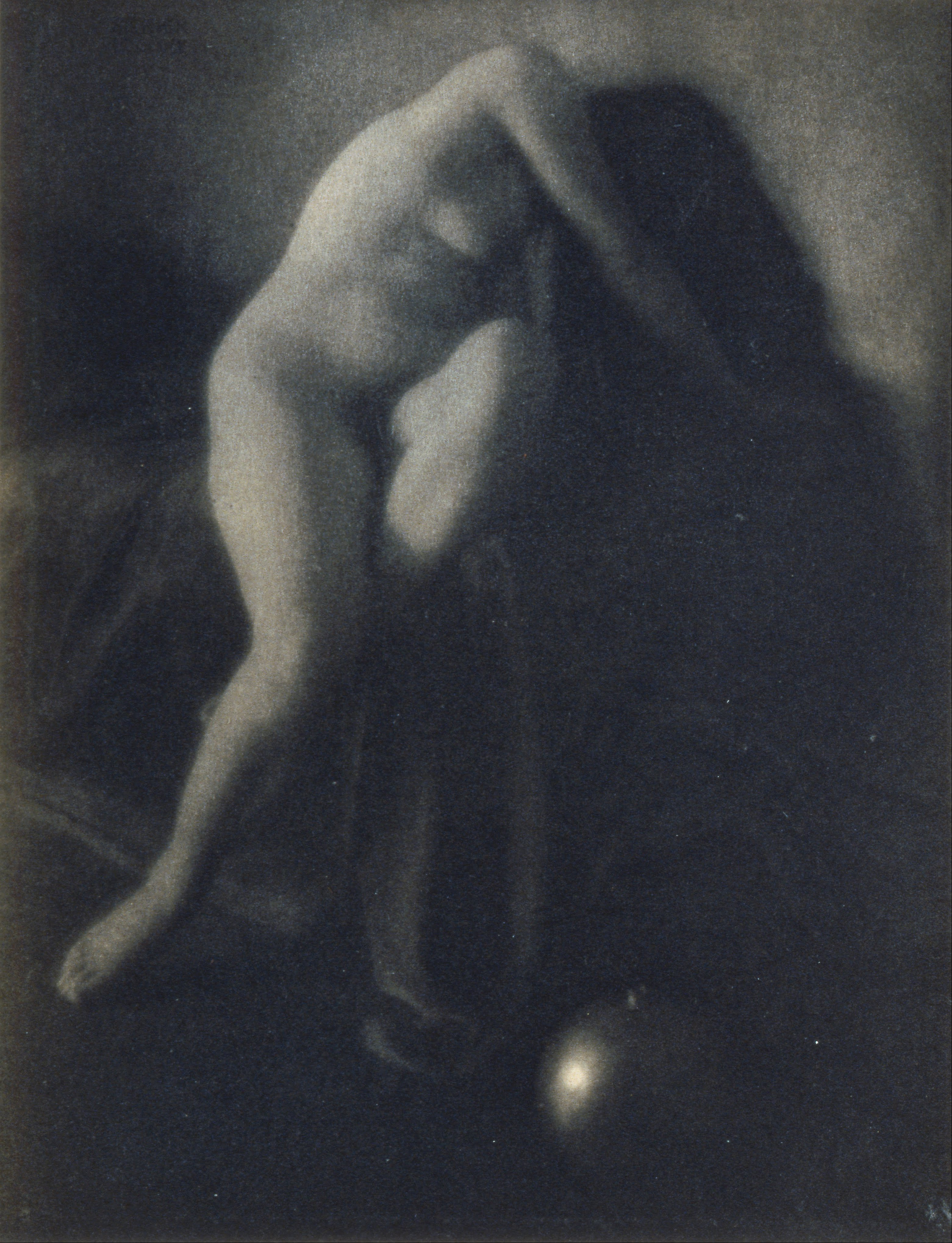
In memoriam. Photogravure. 1906
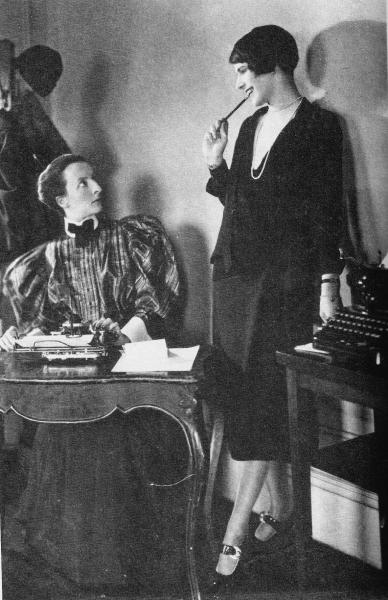
Lois Long à son bureau au New Yorker, au début des années 1920
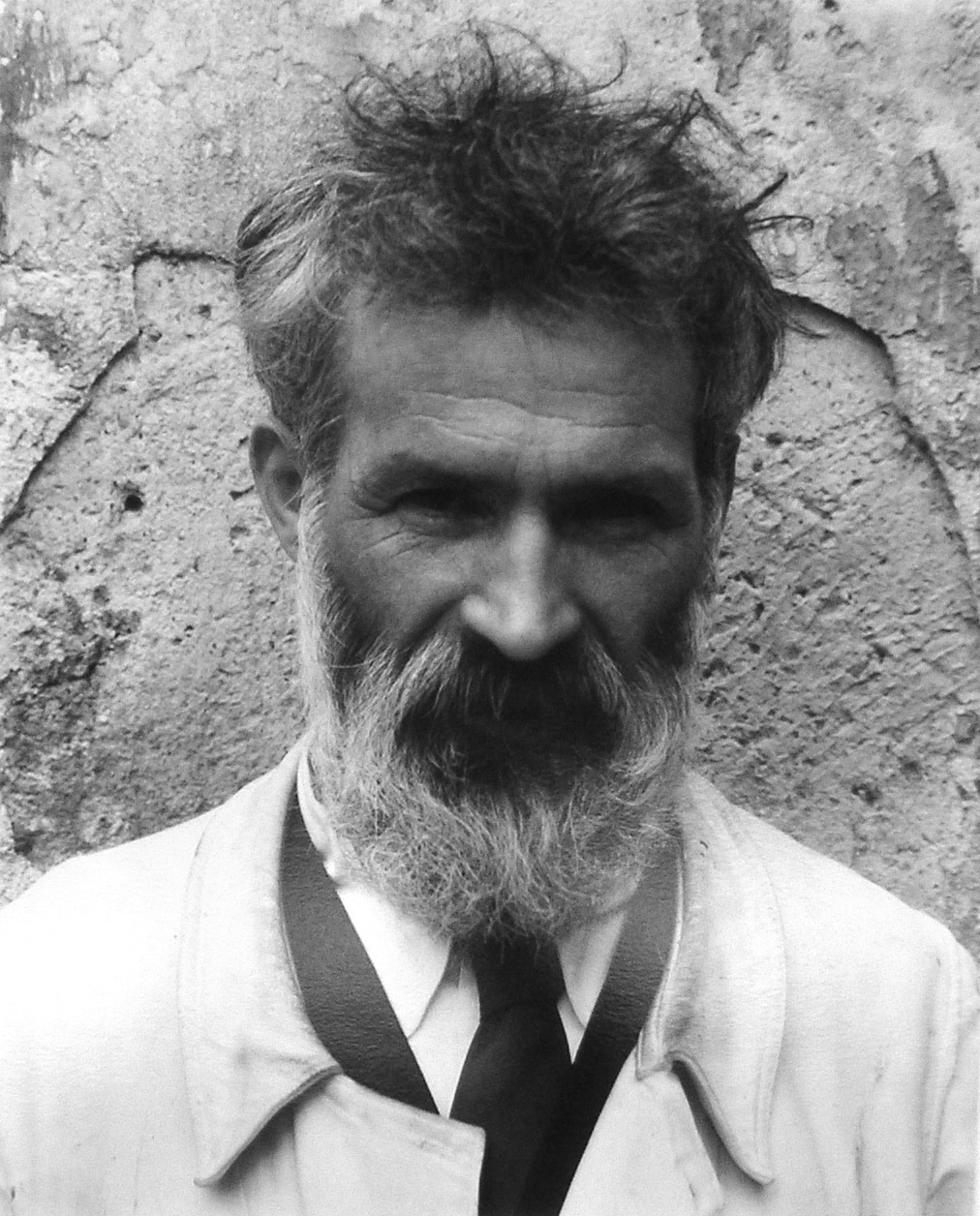
Constantin Brâncuși dans son atelier. 1922

## Œuvres

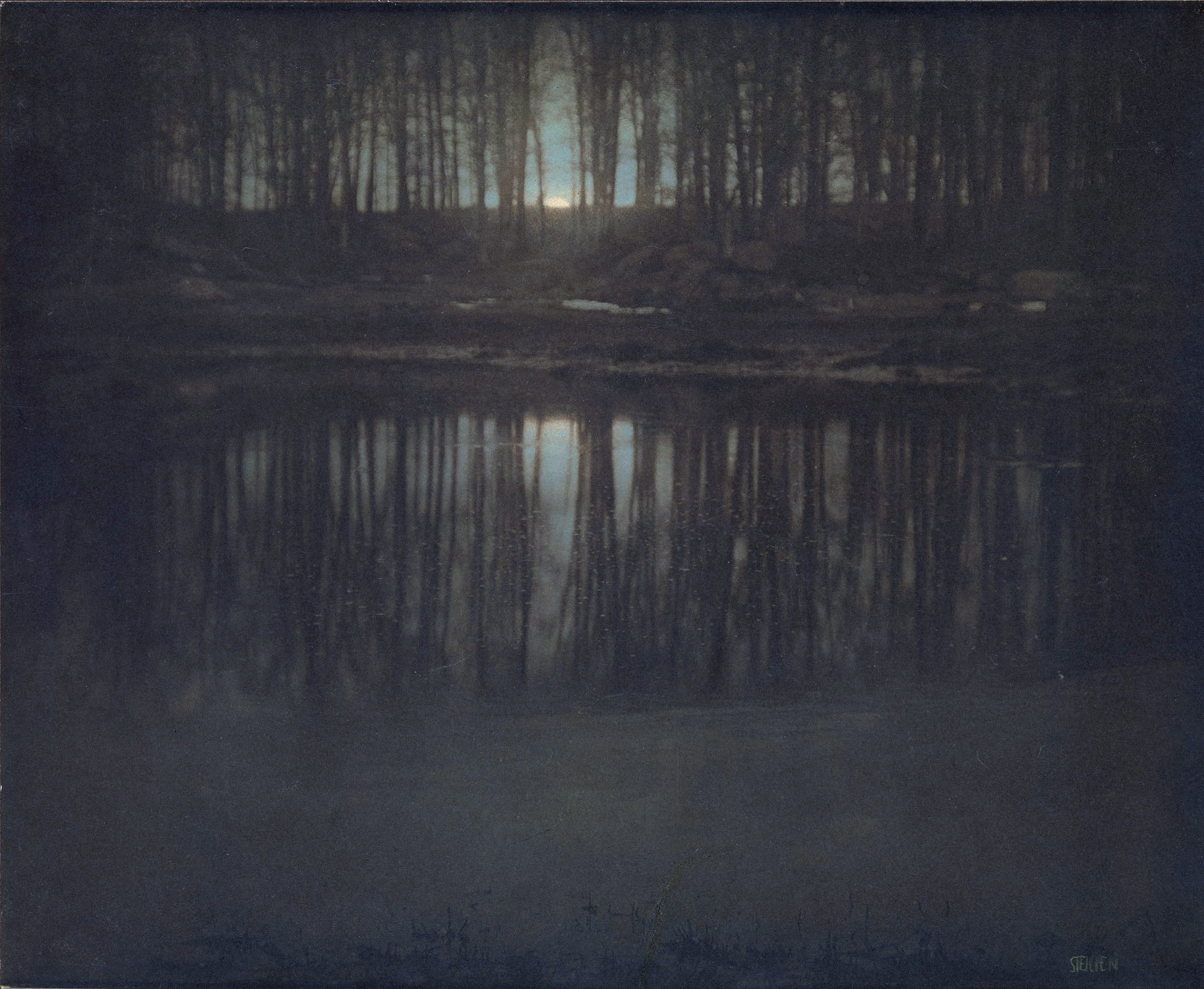
The Pond—Moonlight par Edward Steichen, 1904.

Steichen est connu, parmi d'autres réalisations, pour avoir publié « The Family of Man » en 1955, une grande exposition au Musée d'art moderne de New York, présentant plus de 500 photos de 273 photographes, illustrant la vie, l'amour et la mort dans 68 pays. L'exposition a attiré plus de neuf millions de visiteurs, et, comme le souhaitait Steichen, a été donnée au Grand-Duché du Luxembourg pour être l'objet d'une exposition permanente à Clervaux. Cette exposition est aujourd'hui inscrite à l'Unesco dans la section « mémoire ».
Outre l'exposition « The Family of Man », une autre œuvre de Steichen est célèbre pour avoir été, un temps, la photographie la plus chère du monde : The Pond-Moonlight. En février 2006, cette œuvre des débuts pictorialistes de Steichen (datée de 1904) a été vendue 2 928 000 dollars chez Sotheby's à New York, un record à l'époque. Steichen a pris la photo à Mamaroneck près de la maison d'un de ses amis, le critique d'art Charles Caffin. La photo représente une zone boisée et un étang : la lumière de la lune apparaît entre les arbres et se reflète dans l'étang. Bien que le premier procédé couleur, l'autochrome, n'apparaisse qu'en 1907, Steichen réussit à créer une impression colorée en utilisant des couches de gommes sensibles à la lumière qu'il applique à la main. En 1904, bien peu de photographes utilisent cette technique expérimentale. Seuls trois exemplaires de cette photo sont connus (deux sont dans des musées) et comme l'usage des gommes est manuel, chaque exemplaire est unique.

### Essais et catalogues
- (en-US) Edward Steichen et Dorothy Norman (dir.), The Family of Man : The Greatest Photographic Exhibition of All Time, New York, Published for the Museum of Modern Art by Maco Pub. Co, 1955, 198 p. (ISBN 9780810961692, lire en ligne),
- (en-US) Edward Steichen, A Life in Photography, New York, Doubleday & Company, Inc. (réimpr. 1984) (1re éd. 1963), 292 p. (ISBN 9780385055710, OCLC 552358, lire en ligne),
- (en-US) Edward Steichen (dir.), Edward Steichen : Collection Of The Royal Photographic Society, Milan, Italie, Charta (réimpr. 1997) (1re éd. 1978), 92 p. (ISBN 9788881581054, OCLC 37127695, lire en ligne)
- (en-US) Dennis Longwell et Edward Steichen, The Master Prints 1895-1914, The Symbolist Period, New York, Museum of Modern Art, 1978, 188 p. (ISBN 9780870705816, OCLC 3854955, lire en ligne),

### Articles
- (en-US) Edward Steichen et Carl Sandburg, « Road to Victory, a Procession of Photographs of the Nation at War », The Bulletin of the Museum of Modern Art, vol. 9, nos 5-6,‎ juin 1942, p. 2-17 (16 pages) (lire en ligne ).
- (en-US) « Photography at the Museum of Modern Art », The Bulletin of the Museum of Modern Art, vol. 19, no 4,‎ 1952, p. 1-23 (23 pages) (lire en ligne ),
- (en-US) « Photography: Witness and Recorder of Humanity », The Wisconsin Magazine of History, vol. 41, no 3,‎ printemps 1958, p. 159-167 (9 pages) (lire en ligne ),
- (en-US) « On Photography », Daedalus, vol. 89, no 1,‎ hiver 1960, p. 136-137 (2 pages) (lire en ligne ),

### Notices encyclopédiques
- (fr) Carole Naggar, Dictionnaire des photographes, Paris, France, Seuil, 1982, 456 p. (ISBN 9782020062886, lire en ligne), p. 374
- (en-US) John A. Garraty (dir.), Mark C. Carnes (dir.) et Estelle Jussim (rédactrice), American National Biography, vol. 20 : Simms - Stratemeyer, New-York, Oxford University Press, 1999, 944 p. (ISBN 9780195127997, lire en ligne), p. 617-619. .

### Essais et biographies
- (en-US) Patricia A. Johnston, Real Fantasies : Edward Steichen's Advertising Photography, Berkeley, Californie, University of California Press (réimpr. 2000) (1re éd. 1997), 351 p. (ISBN 9780520227071, OCLC 56621763, lire en ligne),
- (en-US) Penelope Niven, Steichen : A Biography, New-York, Clarkson Potter (réimpr. 2004) (1re éd. 1997), 816 p. (ISBN 9780517593738, OCLC 468278228, lire en ligne). ,
- (en-US) Joel Smith, Edward Steichen : The Early Years, Princeton, New Jersey, Princeton University Press en association avec le Metropolitan Museum of Art, 1999, 176 p. (ISBN 9780691048734, OCLC 41580429, lire en ligne),
- (en-US) Todd Brandow et William A. Ewing, Edward Steichen : Lives in Photography, Minneapolis, Lausanne, New-York,, Foundation for the Exhibition of Photography & Musée de l'Elysée en association avec W.W. Norton, 2008, 344 p. (ISBN 9780393066265, OCLC 131066667, lire en ligne).
- (en-US) Mark Faram, Faces of War : The Untold Story of Edward Steichen's WWII Photographers, New York, Berkley Caliber, 2009, 266 p. (ISBN 9780425221402, OCLC 268795009, lire en ligne),

### Articles
- (en-US) Alan Riding, « Steichen Reconsidered in All His Exposures », The New York Times,‎ 17 octobre 2007 (lire en ligne )
- Kristen Gresh, « Regard sur la France. Edward Steichen entre Paris et New York », Études photographiques, no 21,‎ décembre 2007, p. 64-73 (lire en ligne )